# Лігота-Чамборова
Лігота-Чамборова (пол. Ligota Czamborowa, нім. Tschammer Ellguth) — село в Польщі, у гміні Ізбицько Стшелецького повіту Опольського воєводства.
Населення — 441 особа (2011).

## Демографія
Демографічна структура станом на 31 березня 2011 року:
|          | Загалом | Допрацездатний вік | Працездатний вік | Постпрацездатний вік |
| -------- | ------- | ------------------ | ---------------- | -------------------- |
| Чоловіки | 206     | 36                 | 144              | 26                   |
| Жінки    | 235     | 39                 | 149              | 47                   |
| Разом    | 441     | 75                 | 293              | 73                   |